# Hiriyur
Hiriyur là một thị xã của quận Chitradurga thuộc bang Karnataka, Ấn Độ.

## Địa lý
Hiriyur có vị trí 13°57′B 76°37′Đ / 13,95°B 76,62°Đ Nó có độ cao trung bình là 630 mét (2066 feet).

## Nhân khẩu
Theo điều tra dân số năm 2001 của Ấn Độ, Hiriyur có dân số 48.772 người. Phái nam chiếm 51% tổng số dân và phái nữ chiếm 49%. Hiriyur có tỷ lệ 69% biết đọc biết viết, cao hơn tỷ lệ trung bình toàn quốc là 59,5%: tỷ lệ cho phái nam là 75%, và tỷ lệ cho phái nữ là 62%. Tại Hiriyur, 12% dân số nhỏ hơn 6 tuổi.